# Хагиїмура Сігенорі
Сігенорі Хагиімура (яп. 萩村 滋則, нар. 31 липня 1976, Префектура Міє) — японський футболіст, що грав на позиції захисника.
Виступав, зокрема, за клуби «Касіва Рейсол» та «Токіо Верді», а також молодіжну збірну Японії.

## Клубна кар'єра
Народився 31 липня 1976 року в місті Префектура Міє. Вихованець футбольної команди Цукубського університету.
У професійному футболі дебютував 1997 року виступами за команду клубу «Касіва Рейсол», в якій провів сім сезонів, взявши участь у 147 матчах чемпіонату.  Більшість часу, проведеного у складі «Касіва Рейсол», був основним гравцем захисту команди.
Згодом з 2004 по 2005 рік грав у складі команд клубів «Кіото Санга» та «Альбірекс Ніїгата».
2006 року перейшов до клубу «Токіо Верді», за який відіграв три сезони. Граючи у складі «Токіо Верді» також здебільшого виходив на поле в основному складі команди. Завершив професійну кар'єру футболіста виступами за команду «Токіо Верді» у 2008 році.

## Виступи за збірну
1995 року залучався до складу молодіжної збірної Японії. У її складі був учасником молодіжного чемпіонату світу 1995 року.

## Статистика виступів

### Статистика клубних виступів
| Сезон | Команда             | Ліга        | Ігор | Голів |
| ----- | ------------------- | ----------- | ---- | ----- |
| 1997  | «Касіва Рейсол»     | Джей-ліга   | 32   | 1     |
| 1998  | «Касіва Рейсол»     | Джей-ліга   | 26   | 1     |
| 1999  | «Касіва Рейсол»     | Джей-ліга   | 17   | 0     |
| 2000  | «Касіва Рейсол»     | Джей-ліга   | 30   | 2     |
| 2001  | «Касіва Рейсол»     | Джей-ліга   | 19   | 1     |
| 2002  | «Касіва Рейсол»     | Джей-ліга   | 12   | 0     |
| 2003  | «Касіва Рейсол»     | Джей-ліга   | 11   | 2     |
| 2004  | «Кіото Санга»       | Джей-ліга 2 | 19   | 0     |
| 2005  | «Альбірекс Ніїгата» | Джей-ліга   | 28   | 0     |
| 2006  | «Токіо Верді»       | Джей-ліга 2 | 29   | 1     |
| 2007  | «Токіо Верді»       | Джей-ліга 2 | 22   | 1     |
| 2008  | «Токіо Верді»       | Джей-ліга   | 5    | 0     |

## Титули і досягнення
- Володар Кубка Джей-ліги: 1999